# Nanomaterial

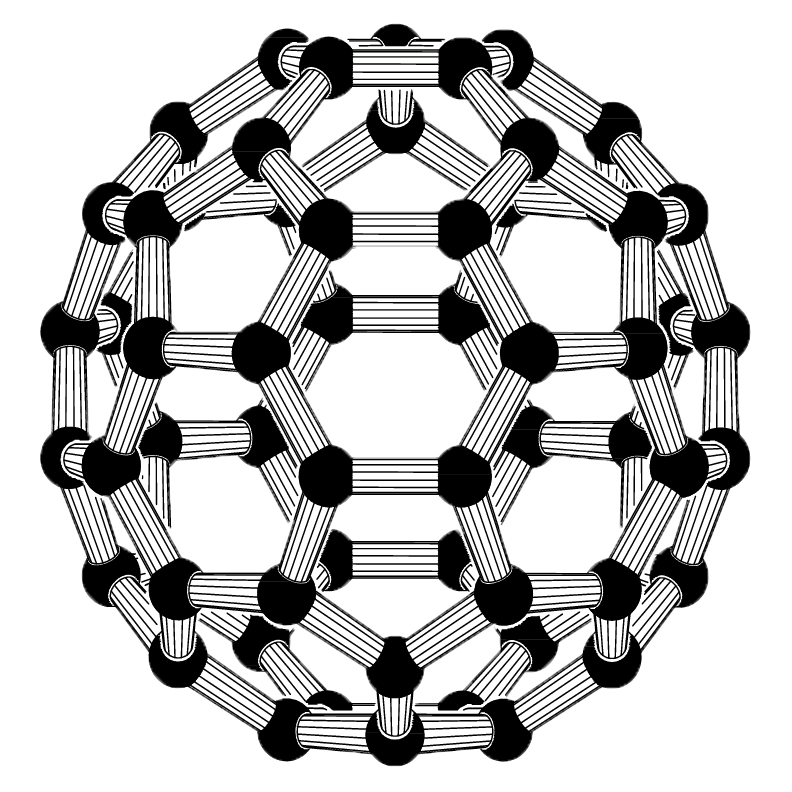
Disposición atómica de los átomos de carbono en el Buckminsterfullereno

Los nanomateriales son materiales con propiedades morfológicas más pequeñas que 1 µm en al menos una dimensión. A pesar del hecho de que no hay consenso sobre el tamaño mínimo o máximo de un nanomaterial, algunos autores restringen su tamaño de 1 a 100 nm, una definición lógica situaría la nanoescala entre la microescala (1 µm) y la escala atómica/molecular (alrededor de 0.2 nm).
El 18 de octubre de 2011, la Comisión Europea adoptó la siguiente definición de nanomaterial: "Un material natural, incidental o fabricado que contiene partículas, en estado no aglomerado o como agregado o como aglomerado y para el 50% o más de las partículas en la distribución del tamaño numérico, una o más dimensiones externas está en el rango de tamaño de 1 nm - 100 nm. En casos específicos y cuando lo justifique la preocupación por el medio ambiente, la salud, la seguridad o la competitividad, el umbral del 50% de la distribución del tamaño numérico podrá sustituirse por un umbral comprendido entre el 1% y el 50%".

## Conceptos fundamentales
Un aspecto único de la nanotecnología es la enorme razón de superficie a volumen presente en muchos materiales en nanoescala que propicia la aparición de nuevos efectos mecánico cuánticos, por ejemplo, el "efecto de tamaño de cuanto" en el que las propiedades electrónicas de los sólidos se ve alterada con una gran reducción en el tamaño de las partículas. Este efecto no tiene importancia al ir de macro a micro dimensiones. Sin embargo, se vuelve dominante cuando la nanoescala es alcanzada. Además, varias propiedades físicas cambian cuando se compara con sistemas macroscópicos. Las nuevas propiedades de los nanomateriales es el sujeto de la investigación nanomecánica. Sus actividades catalíticas revelan novedosas propiedades en la interacción con biomateriales. 
La nanotecnología puede ser imaginada como la extensión de las disciplinas tradicionales hacia la consideración explícita de las mencionadas propiedades. Además, las disciplinas tradicionales pueden ser reinterpretadas como aplicaciones específicas de nanotecnología. Esta reciprocidad dinámica de ideas y conceptos contribuye a la comprensión moderna del campo. Ampliamente hablando, la nanotecnología es la síntesis y aplicación de ideas provenientes de la ciencia y la ingeniería hacia la comprensión y producción de materiales y dispositivos novedosos.
Los materiales reducidos a la nanoescala pueden súbitamente mostrar propiedades muy diferentes a las que exhiben en una macroescala, posibilitando aplicaciones únicas. Por ejemplo, sustancias opacas se vuelven transparentes (cobre); materiales inertes se transforman en catalizadores (platino); materiales estables se transforman en combustibles (aluminio); sólidos se vuelven líquidos a temperatura ambiente (oro); aislantes se vuelven conductores (silicona). Materiales como el oro, que es químicamente inerte en escalas normales, pueden servir como catalizadores a nanoescalas. Mucha de la fascinación que produce la nanotecnología proviene de estos peculiares fenómenos cuánticos y de superficie que la materia exhibe en nanoescala.
Partículas de polvo de tamaño nanométrico (también llamadas nanopartículas) son potencialmente importantes en la cerámica y la pulvimetalurgia, el logro de nanoporosidad uniforme y otras aplicaciones similares. La fuerte tendencia de pequeñas partículas de formar grupos es un serio problema tecnológico que impide tales aplicaciones. Sin embargo, algunos dispersores como el citrato de amoníaco (acuoso) y el alcohol oleico (no acuoso) son aditivos prometedores para la desaglomeración.
Los nanomateriales pueden ser subdivididos en nanopartículas, nanocapas y nanocompuestos. El enfoque de los nanomateriales es una aproximación desde abajo hacia arriba a las estructuras y efectos funcionales de forma que la construcción de bloques de materiales son diseñados y ensamblados de forma controlada.
Un reciente informe de Small Times predice un fuerte crecimiento de los denominados nanomateriales. En el mismo se comentan los diferentes tipos existentes en la actualidad (tales como las nanoarcillas para reforzar plásticos) o los nanotubos de carbono para agregar conductividad a varios materiales.
Muchos de estos avances los están llevando a cabo empresas norteamericanas pequeñas y medianas en colaboración con empresas líderes.
Existen tres categorías básicas de nanomateriales desde el punto de vista comercial y desarrollo: óxidos metálicos, nanoarcillas y nanotubos de carbono. Los que más han avanzado desde el punto de vista comercial son las nanopartículas de óxido metálico.

### Ingeniería
Los nanomateriales de ingeniería han sido diseñados y fabricados deliberadamente por el ser humano para que tengan determinadas propiedades.
Los nanomateriales heredados son los que se producían comercialmente antes del desarrollo de la nanotecnología como avances incrementales respecto a otros materiales coloidales o en partículas, como el negro de carbón y las nanopartículas de dióxido de titanio.

### Incidental
Los nanomateriales pueden producirse de forma no intencionada como subproducto de procesos mecánicos o industriales a través de la combustión y la vaporización. Entre las fuentes de nanopartículas accidentales se encuentran los tubos de escape de los motores de los vehículos, la fundición, los humos de soldadura, los procesos de combustión de la calefacción doméstica con combustibles sólidos y la cocina. Por ejemplo, la clase de nanomateriales llamados fullerenos se generan al quemar gas, biomasa y velas. También puede ser un subproducto de productos de desgaste y corrosión. Las nanopartículas atmosféricas incidentales suelen denominarse partículas ultrafinas, que se producen de forma no intencionada durante una operación intencionada, y podrían contribuir a la contaminación atmosférica.

### Natural
Los sistemas biológicos presentan a menudo nanomateriales naturales y funcionales. La estructura de los foraminíferos (principalmente caliza) y los virus (proteína, cápside), los cristales de cera que recubren una hoja de loto o capuchina, la seda de las arañas y los ácaros, el tono azul de las tarántulas, las "espátulas" de la parte inferior de las patas de las salamanquesas, algunas escamas de alas de mariposa, los coloides naturales (leche, sangre), los materiales córneos (piel, garras, picos, plumas, cuernos, pelo), el papel, el algodón, el nácar, los corales e incluso nuestra propia matriz ósea son nanomateriales orgánicos naturales.
Los nanomateriales inorgánicos naturales se producen mediante el crecimiento de cristales en las diversas condiciones químicas de la corteza terrestre. Por ejemplo, las arcillas presentan nanoestructuras complejas debido a la anisotropía de su estructura cristalina subyacente, y la actividad volcánica puede dar lugar a ópalos, que son un ejemplo de cristales fotónicos naturales debido a su estructura a nanoescala. Los incendios representan reacciones especialmente complejas y pueden producir pigmentos, cemento, sílice pirógena, etc.
Las fuentes naturales de nanopartículas son los productos de combustión de los incendios forestales, las cenizas volcánicas, las salpicaduras oceánicas y la desintegración radiactiva del gas radón. Los nanomateriales naturales también pueden formarse a través de procesos de meteorización de rocas que contienen metales o aniones, así como en lugares de drenaje ácido de minas.

#### Galería de nanomateriales naturales

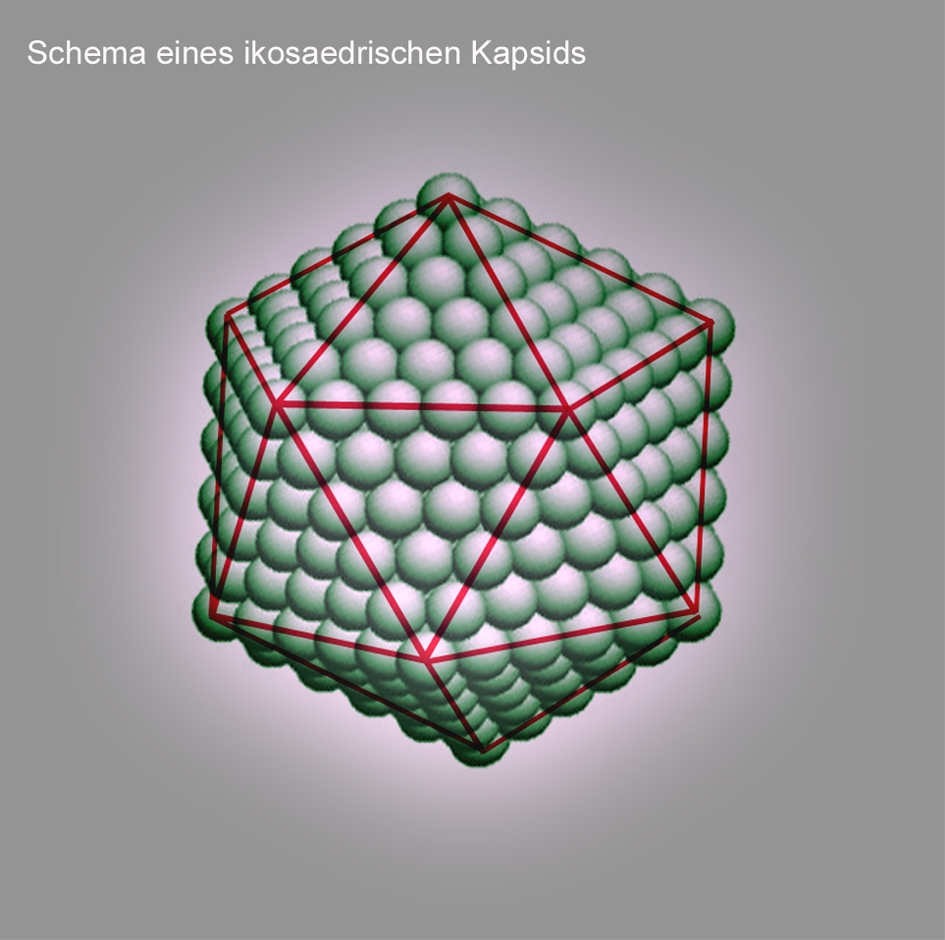
Cápside viral
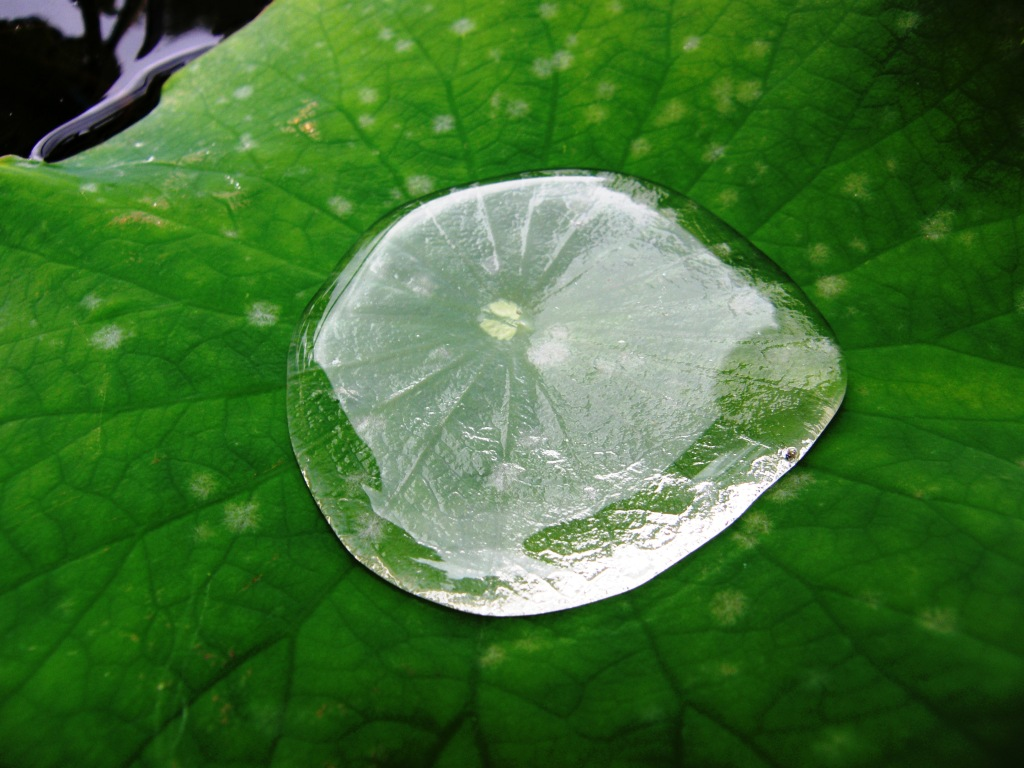
"Efecto loto", efecto hidrófobo con capacidad de autolimpieza
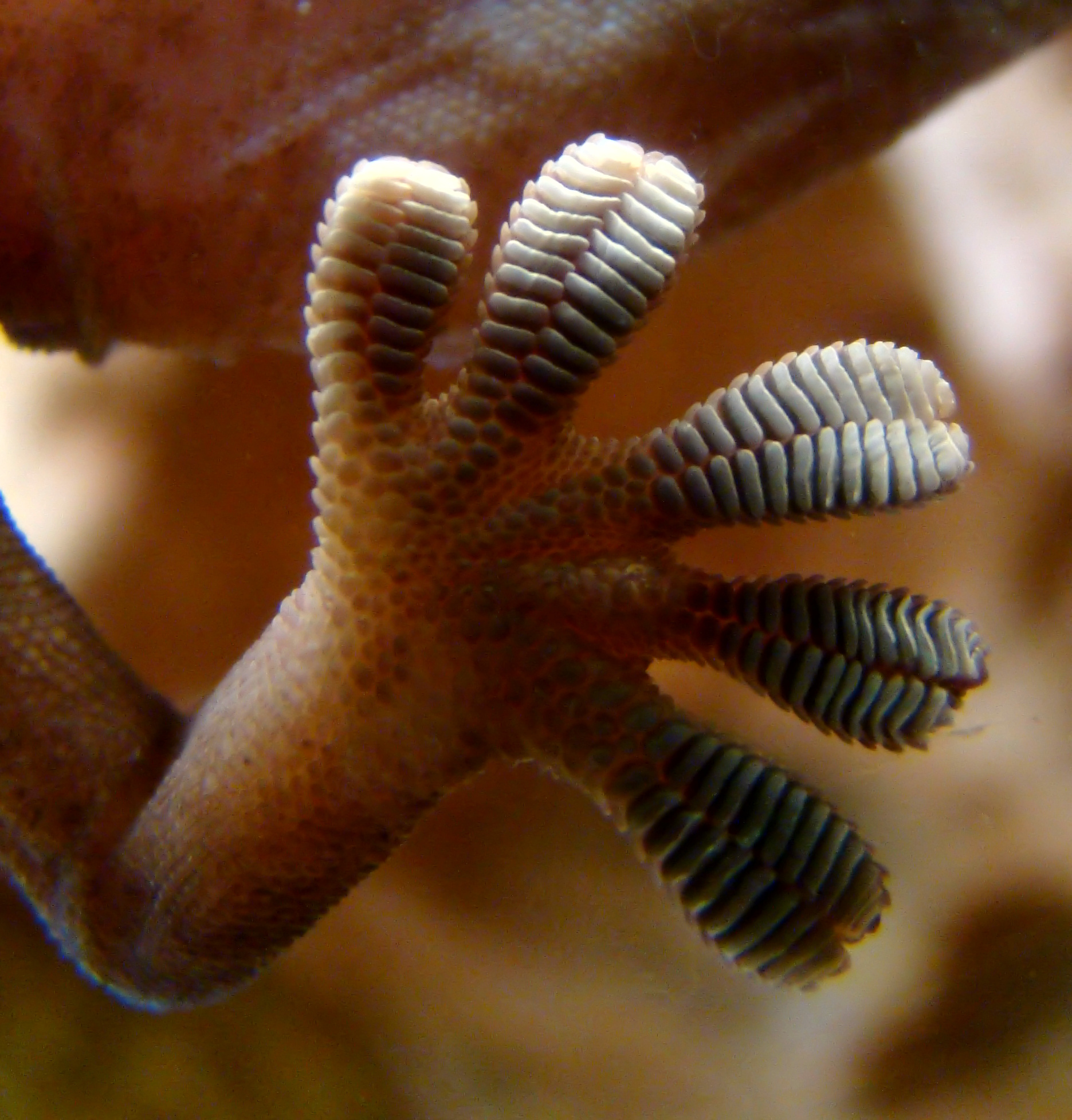
Mejor detalle de la parte inferior del pie de un geco cuando camina sobre una pared de cristal (espátula: 200 × 10-15 nm)
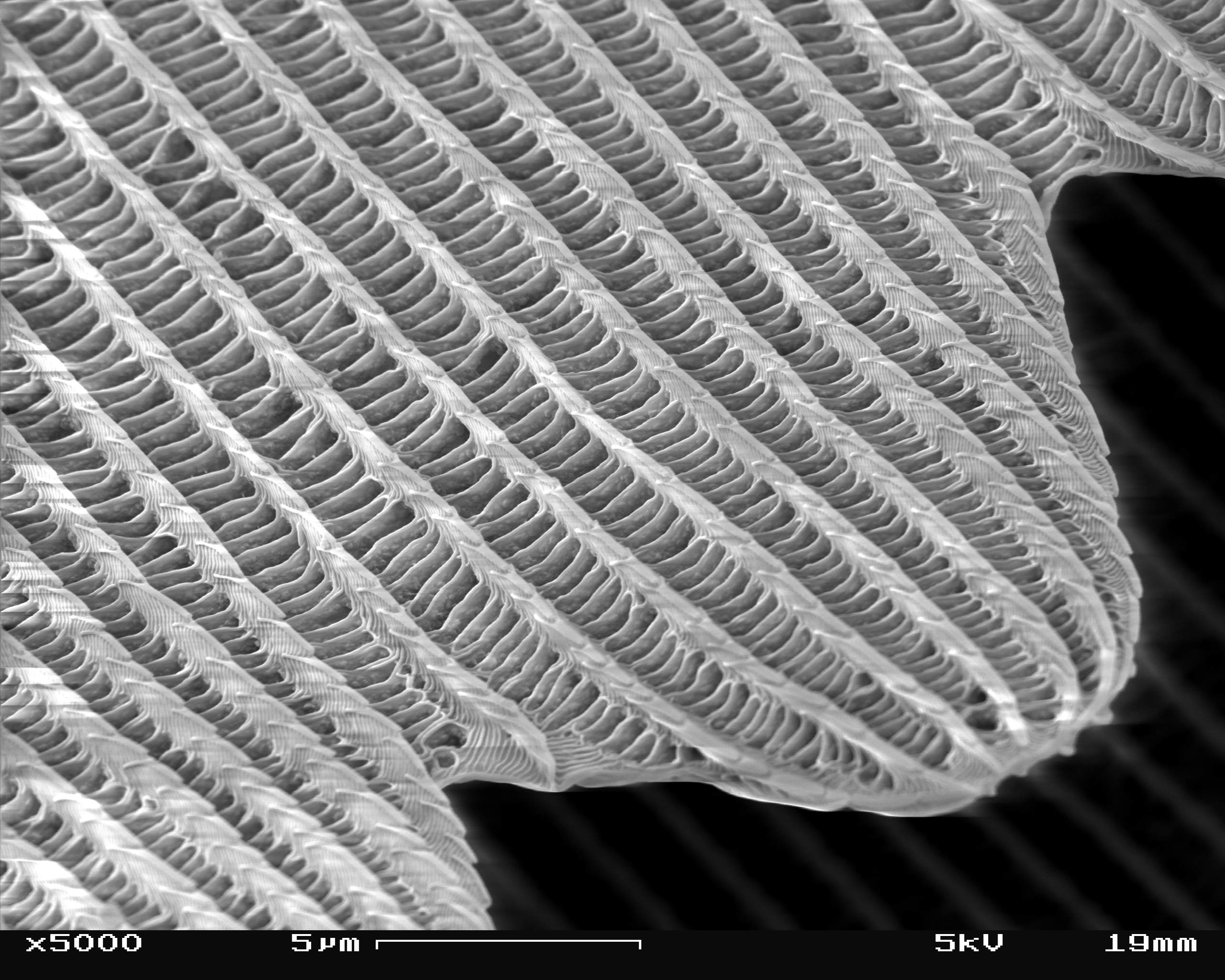
Micrografía SEM de la escama de un ala de mariposa (× 5000)
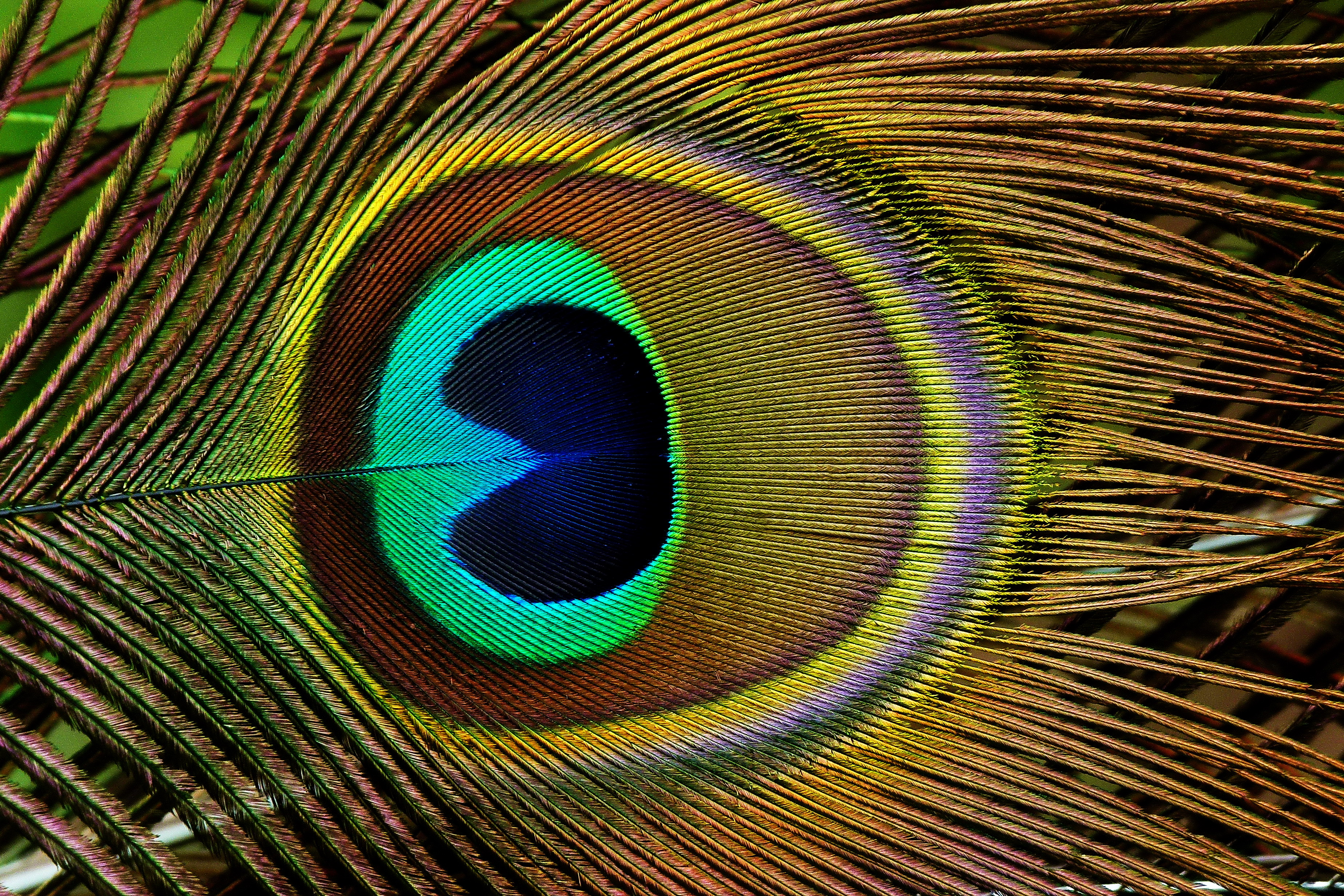
Pluma de pavo real (detalle)
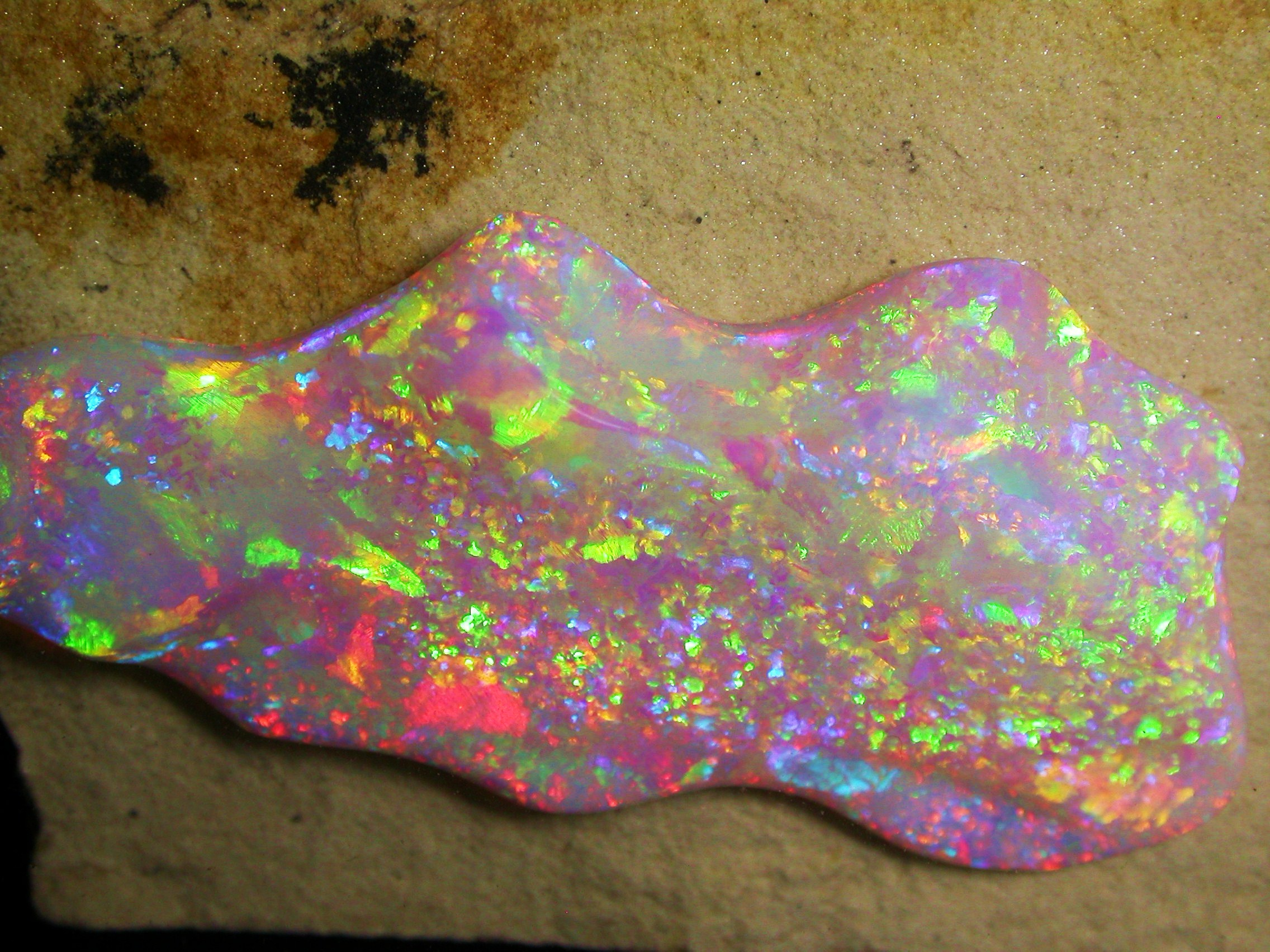
Ópalo de cristal brasileño. El juego de colores se debe a la interferencia y difracción de la luz entre esferas de sílice (150 - 300 nm de diámetro).
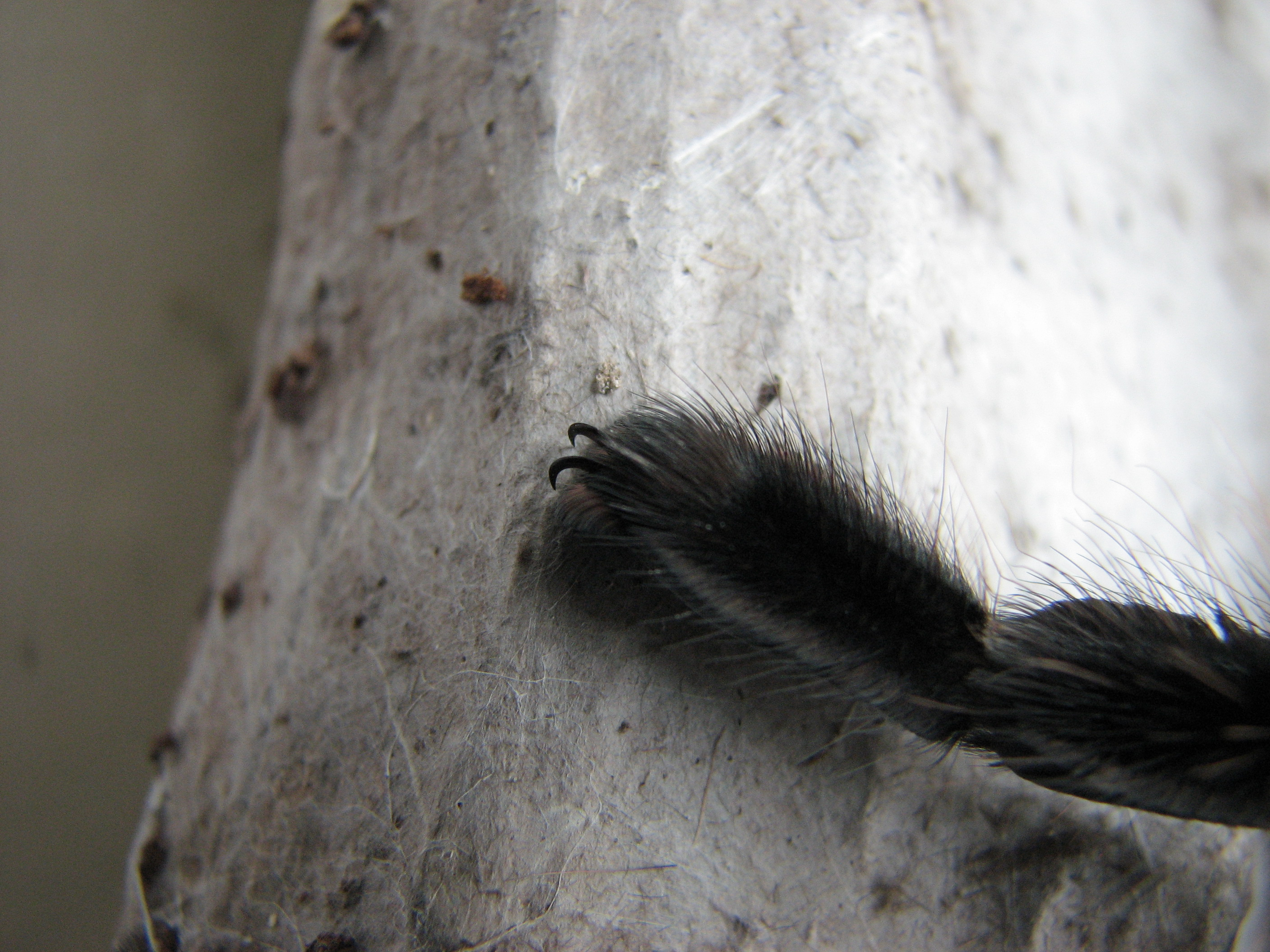
Tonalidad azul de una especie de Tarántula (450 nm ± 20 nm)

## Tipos
Los nanoobjetos se suelen clasificar en función de cuántas de sus dimensiones entran en la nanoescala. Una nanopartícula se define como un nanoobjeto con las tres dimensiones externas en la nanoescala, cuyos ejes más largo y más corto no difieren significativamente.
Dimensiones
La clasificación de los nanomateriales depende de cuántas de sus tres dimensiones espaciales se encuentran en la escala nanométrica  
| Estructura       | Tipo de nanomateriales                                                                             |
| ---------------- | -------------------------------------------------------------------------------------------------- |
| Cero dimensiones | - Fullerenos - Partículas coloidales - Puntos cuánticos - Nanoclusters - Nanopartículas de Ag y Au |
| Una dimensión    | - Nanofibras - Nanocables - Nanotubos - Nanovarillas - Fibras poliméricas                          |
| Dos dimensiones  | - Monocapas - Nanorrecubrimiento - Películas multicapa - Películas poliméricas                     |
| Tres dimensiones | - Policristales - Nanobolas - Nanobobinas - Nanoflores                                             |

Una nanofibra tiene dos dimensiones externas en la nanoescala, siendo los nanotubos nanofibras huecas y los nanorods nanofibras sólidas. Una nanoplaca/nanohoja tiene una dimensión externa en la nanoescala, y si las dos dimensiones mayores son significativamente diferentes se denomina nanocinta. En el caso de las nanofibras y las nanoplacas, las otras dimensiones pueden estar o no en la nanoescala, pero deben ser significativamente mayores. En todos estos casos, se observa que una diferencia significativa suele ser al menos un factor de 3.
Los materiales nanoestructurados suelen clasificarse según las fases de la materia que contengan. Un nanocompuesto es un sólido que contiene al menos una región o conjunto de regiones física o químicamente distintas, con al menos una dimensión en la nanoescala. Una nanoespuma tiene una matriz líquida o sólida, rellena de una fase gaseosa, donde una de las dos fases tiene dimensiones en la nanoescala. Un material nanoporoso es un material sólido que contiene nanoporos, vacíos en forma de poros abiertos o cerrados de longitudes submicrónicas. Un material nanocristalino tiene una fracción significativa de granos de cristal en la nanoescala.

### Materiales nanoporosos
El término materiales nanoporosos engloba subconjuntos de materiales microporosos y mesoporosos. Los materiales microporosos son materiales porosos con un tamaño medio de poro inferior a 2 nm, mientras que los materiales mesoporosos son aquellos con tamaños de poro en la región de 2-50 nm. Los materiales microporosos presentan tamaños de poro con una escala de longitud comparable a la de las moléculas pequeñas. Por este motivo, estos materiales pueden tener aplicaciones valiosas, como las membranas de separación. Los materiales mesoporosos son interesantes para aplicaciones que requieren una elevada superficie específica, al tiempo que permiten la penetración de moléculas que pueden ser demasiado grandes para entrar en los poros de un material microporoso. En algunas fuentes, los materiales nanoporosos y la nanoespuma se consideran a veces nanoestructuras, pero no nanomateriales, porque sólo los huecos, y no los materiales en sí, son de escala nanométrica. Aunque la definición de la ISO sólo considera nanopartículas los nanoobjetos redondos, otras fuentes utilizan el término nanopartícula para todas las formas.

### Nanopartículas
Artículo principal: Nanopartículas
Las nanopartículas tienen las tres dimensiones en la nanoescala. Las nanopartículas también pueden incrustarse en un sólido para formar un nanocompuesto.

#### Fullerenos
Artículo principal: Fullereno
Los fullerenos son una clase de alótropos del carbono que conceptualmente son láminas de grafeno enrolladas en tubos o esferas. Entre ellos se encuentran los nanotubos de carbono (o nanotubos de silicio), interesantes tanto por su resistencia mecánica como por sus propiedades eléctricas.

Vista giratoria del C60, un tipo de fullereno

La primera molécula de fullereno descubierta y homónima de la familia, el buckminsterfullereno (C60), fue preparada en 1985 por Richard Smalley, Robert Curl, James Heath, Sean O'Brien y Harold Kroto en la Universidad Rice. El nombre era un homenaje a Buckminster Fuller, a cuyas cúpulas geodésicas se parece. Desde entonces, se ha descubierto que los fullerenos están presentes en la naturaleza. Más recientemente, se han detectado fullerenos en el espacio exterior.
Durante la última década, las propiedades químicas y físicas de los fullerenos han sido un tema candente en el campo de la investigación y el desarrollo, y es probable que lo sigan siendo durante mucho tiempo. En abril de 2003, se estaban estudiando posibles usos medicinales de los fullerenos: unir antibióticos específicos a la estructura de bacterias resistentes e incluso dirigirse a ciertos tipos de células cancerosas, como las del melanoma. El número de octubre de 2005 de Chemistry and Biology contiene un artículo en el que se describe el uso de los fullerenos como agentes antimicrobianos activados por la luz. En el campo de la nanotecnología, la resistencia al calor y la superconductividad son algunas de las propiedades que suscitan una intensa investigación.
Un método habitual para producir fullerenos consiste en enviar una gran corriente entre dos electrodos de grafito cercanos en una atmósfera inerte. El arco de plasma de carbono resultante entre los electrodos se enfría hasta formar un residuo de hollín del que se pueden aislar muchos fullerenos.
Se han realizado muchos cálculos con métodos cuánticos ab-initio aplicados a los fullerenos. Mediante métodos DFT y TDDFT se pueden obtener espectros IR, Raman y UV. Los resultados de estos cálculos pueden compararse con los experimentales.

#### Nanopartículas metálicas
Los nanomateriales inorgánicos (por ejemplo, puntos cuánticos, nanocables y nanorods), por sus interesantes propiedades ópticas y eléctricas, podrían utilizarse en optoelectrónica. Además, las propiedades ópticas y electrónicas de los nanomateriales, que dependen de su tamaño y forma, pueden ajustarse mediante técnicas sintéticas. Existen posibilidades de utilizar esos materiales en dispositivos optoelectrónicos basados en materiales orgánicos, como células solares orgánicas, OLED, etc. Los principios de funcionamiento de estos dispositivos se rigen por procesos fotoinducidos como la transferencia de electrones y la transferencia de energía. El rendimiento de los dispositivos depende de la eficiencia del proceso fotoinducido responsable de su funcionamiento. Por lo tanto, es necesario comprender mejor esos procesos fotoinducidos en sistemas compuestos de nanomateriales orgánicos/inorgánicos para poder utilizarlos en dispositivos optoelectrónicos.
Las nanopartículas o nanocristales de metales, semiconductores u óxidos revisten especial interés por sus propiedades mecánicas, eléctricas, magnéticas, ópticas y químicas, entre otras. Las nanopartículas se han utilizado como puntos cuánticos y como catalizadores químicos, como los catalizadores basados en nanomateriales. Últimamente se están investigando diversas nanopartículas para aplicaciones biomédicas como la ingeniería de tejidos, la administración de fármacos o los biosensores.
Las nanopartículas son de gran interés científico porque constituyen un puente entre los materiales a granel y las estructuras atómicas o moleculares. Un material a granel debería tener propiedades físicas constantes independientemente de su tamaño, pero a escala nanométrica esto no suele ser así. Se observan propiedades que dependen del tamaño, como el confinamiento cuántico en partículas semiconductoras, la resonancia plasmónica superficial en algunas partículas metálicas y el superparamagnetismo en materiales magnéticos.
Las nanopartículas presentan una serie de propiedades especiales en relación con el material a granel. Por ejemplo, la flexión del cobre a granel (alambre, cinta, etc.) se produce con el movimiento de átomos/grupos de cobre a una escala aproximada de 50 nm. Las nanopartículas de cobre de menos de 50 nm se consideran materiales superduros que no presentan la misma maleabilidad y ductilidad que el cobre a granel. El cambio de propiedades no siempre es deseable. Los materiales ferroeléctricos de menos de 10 nm pueden cambiar su dirección de polarización utilizando energía térmica a temperatura ambiente, lo que los hace inútiles para el almacenamiento de memoria. Las suspensiones de nanopartículas son posibles porque la interacción de la superficie de la partícula con el disolvente es lo suficientemente fuerte como para superar las diferencias de densidad, que normalmente hacen que un material se hunda o flote en un líquido. Las nanopartículas suelen tener propiedades visuales inesperadas porque son lo bastante pequeñas como para confinar sus electrones y producir efectos cuánticos. Por ejemplo, las nanopartículas de oro aparecen entre rojo oscuro y negro en solución.
La relación superficie/volumen de las nanopartículas, a menudo muy elevada, proporciona una enorme fuerza motriz para la difusión, especialmente a temperaturas elevadas. La sinterización es posible a temperaturas más bajas y durante periodos más cortos que en el caso de partículas más grandes. En teoría, esto no afecta a la densidad del producto final, aunque las dificultades de flujo y la tendencia de las nanopartículas a aglomerarse complican las cosas. Los efectos superficiales de las nanopartículas también reducen la temperatura de fusión incipiente.

### Nanoestructuras unidimensionales
Los hilos cristalinos más pequeños posibles, con una sección transversal tan pequeña como la de un átomo, pueden fabricarse en confinamiento cilíndrico. Los nanotubos de carbono, una nanoestructura natural semidimensional, pueden utilizarse como plantilla para la síntesis. El confinamiento proporciona estabilización mecánica y evita que las cadenas atómicas lineales se desintegren; se prevé que otras estructuras de nanohilos 1D sean mecánicamente estables incluso al aislarlas de las plantillas.

### Nanoestructuras bidimensionales
Los materiales 2D son materiales cristalinos formados por una sola capa bidimensional de átomos. El representante más importante, el grafeno, se descubrió en 2004. Las películas delgadas con grosores a nanoescala se consideran nanoestructuras, pero a veces no se consideran nanomateriales porque no existen separadas del sustrato.

### Materiales nanoestructurados a granel
Algunos materiales a granel contienen características a nanoescala, como los nanocompuestos, los materiales nanocristalinos, las películas nanoestructuradas y las superficies nanotexturizadas.
La nanoestructura de grafeno en forma de caja (BSG) es un ejemplo de nanomaterial tridimensional. La nanoestructura BSG ha aparecido tras la escisión mecánica del grafito pirolítico. Esta nanoestructura es un sistema multicapa de nanocanales huecos paralelos situados a lo largo de la superficie y con sección transversal cuadrangular. El grosor de las paredes de los canales es aproximadamente igual a 1 nm. La anchura típica de las facetas de los canales es de unos 25 nm.

## Aplicaciones
Artículo principal: Aplicaciones de la nanotecnología
Los nanomateriales se utilizan en una gran variedad de procesos de fabricación, productos y cuidados sanitarios, como pinturas, filtros, aislantes y aditivos para lubricantes. En sanidad, las nanozimas son nanomateriales con características similares a las enzimas. Son un tipo emergente de enzimas artificiales, que se han utilizado para amplias aplicaciones en campos como la biodetección, la bioimagen, el diagnóstico de tumores o la antibioincrustación, entre otros. 
Se pueden fabricar filtros de alta calidad utilizando nanoestructuras; estos filtros son capaces de eliminar partículas tan pequeñas como un virus, como se ve en un filtro de agua creado por Seldon Technologies. Recientemente se han propuesto biorreactores de membrana con nanomateriales (NMs-MBR), la próxima generación de MBR convencionales, para el tratamiento avanzado de aguas residuales.
En el campo de la purificación del aire, la nanotecnología se utilizó para combatir la propagación del MERS en los hospitales de Arabia Saudí en 2012. Los nanomateriales se están utilizando en tecnologías de aislamiento modernas y seguras para el ser humano, en el pasado se encontraban en aislantes a base de amianto. 
Como aditivo lubricante, los nanomateriales tienen la capacidad de reducir la fricción en las piezas móviles. Las piezas desgastadas y corroídas también pueden repararse con nanopartículas anisótropas autoensamblables llamadas TriboTEX.
Los nanomateriales también se han aplicado en diversas industrias y productos de consumo. Las nanopartículas minerales, como el óxido de titanio, se han utilizado para mejorar la protección UV de los protectores solares. En la industria del deporte, se han fabricado bates más ligeros con nanotubos de carbono para mejorar su rendimiento. Otra aplicación es en el ejército, donde se han utilizado nanopartículas de pigmentos móviles para crear un camuflaje más eficaz. Los nanomateriales también pueden utilizarse en aplicaciones de catalizadores de tres vías (TWC). Los convertidores TWC tienen la ventaja de controlar la emisión de óxidos de nitrógeno (NOx), precursores de la lluvia ácida y el smog. En la estructura core-shell, los nanomateriales forman una cáscara como soporte del catalizador para proteger los metales nobles, como el paladio y el rodio. La función principal es que los soportes pueden utilizarse para transportar los componentes activos de los catalizadores, hacer que estén muy dispersos, reducir el uso de metales nobles, aumentar la actividad de los catalizadores y mejorar la resistencia mecánica.

## Síntesis
El objetivo de cualquier método de síntesis de nanomateriales es obtener un material que presente propiedades derivadas de su escala de longitud característica en el rango nanométrico (1 - 100 nm). Por consiguiente, el método sintético debe permitir controlar el tamaño en este intervalo para poder obtener una u otra propiedad. A menudo, los métodos se dividen en dos tipos principales, "ascendentes" y "descendentes".

### Métodos ascendentes
Los métodos ascendentes implican el ensamblaje de átomos o moléculas en conjuntos nanoestructurados. En estos métodos, las fuentes de materia prima pueden ser gases, líquidos o sólidos. Estos últimos requieren algún tipo de desmontaje antes de su incorporación a una nanoestructura. Los métodos ascendentes suelen dividirse en dos categorías: caóticos y controlados.
Los procesos caóticos implican elevar los átomos o moléculas constituyentes a un estado caótico y luego cambiar repentinamente las condiciones para que ese estado se vuelva inestable. Mediante la manipulación inteligente de cualquier número de parámetros, se forman productos en gran medida como resultado de la cinética aseguradora. El colapso a partir del estado caótico puede ser difícil o imposible de controlar, por lo que la estadística de conjuntos suele regir la distribución de tamaños y el tamaño medio resultantes. En consecuencia, la formación de nanopartículas se controla mediante la manipulación del estado final de los productos. Ejemplos de procesos caóticos son la ablación por láser, la explosión de alambre, el arco, la pirólisis por llama, la combustión y las técnicas de síntesis por precipitación.
Los procesos controlados implican el suministro controlado de los átomos o moléculas constituyentes al lugar o lugares de formación de las nanopartículas, de manera que éstas puedan crecer hasta alcanzar un tamaño prescrito de forma controlada. Por lo general, el estado de los átomos o moléculas constituyentes nunca está lejos del necesario para la formación de nanopartículas. Por consiguiente, la formación de nanopartículas se controla mediante el control del estado de los reactivos. Ejemplos de procesos controlados son la solución de crecimiento autolimitada, la deposición química de vapor autolimitada, las técnicas de láser de femtosegundo de pulso modelado, los enfoques vegetales y microbianos y la epitaxia de haz molecular.

### Métodos descendentes
Los métodos descendentes adoptan alguna "fuerza" (por ejemplo, fuerza mecánica, láser) para romper los materiales a granel en nanopartículas. Un método muy popular que consiste en descomponer mecánicamente materiales a granel en nanomateriales es el "molido de bolas". Además, las nanopartículas también pueden fabricarse por ablación láser, que aplica láseres de pulsos cortos (por ejemplo, láser de femtosegundo) para ablacionar un objetivo (sólido).

## Caracterización
Artículos principales: Nanometrología y Caracterización de nanopartículas
Pueden producirse efectos novedosos en los materiales cuando se forman estructuras con tamaños comparables a cualquiera de las muchas escalas de longitud posibles, como la longitud de onda de Broglie de los electrones o las longitudes de onda ópticas de los fotones de alta energía. En estos casos, los efectos de la mecánica cuántica pueden dominar las propiedades de los materiales. Un ejemplo es el confinamiento cuántico, en el que las propiedades electrónicas de los sólidos se alteran con grandes reducciones del tamaño de las partículas. Las propiedades ópticas de las nanopartículas, por ejemplo la fluorescencia, también pasan a ser función del diámetro de la partícula. Este efecto no entra en juego al pasar de dimensiones macroscópicas a micrométricas, pero se acentúa cuando se alcanza la escala nanométrica.
Además de las propiedades ópticas y electrónicas, las novedosas propiedades mecánicas de muchos nanomateriales son objeto de investigación en nanomecánica. Cuando se añaden a un material a granel, las nanopartículas pueden influir notablemente en sus propiedades mecánicas, como la rigidez o la elasticidad. Por ejemplo, los polímeros tradicionales pueden reforzarse con nanopartículas (como los nanotubos de carbono), lo que da lugar a nuevos materiales que pueden utilizarse como sustitutos ligeros de los metales. Estos materiales compuestos pueden permitir una reducción de peso acompañada de un aumento de la estabilidad y una mejora de la funcionalidad.
Por último, los materiales nanoestructurados con partículas de pequeño tamaño, como las zeolitas y el amianto, se utilizan como catalizadores en una amplia gama de reacciones químicas industriales críticas. Un mayor desarrollo de estos catalizadores puede constituir la base de procesos químicos más eficaces y respetuosos con el medio ambiente.
Las primeras observaciones y mediciones del tamaño de las nanopartículas se realizaron durante la primera década del siglo XX. Zsigmondy realizó estudios detallados de soles de oro y otros nanomateriales con tamaños inferiores a 10 nm. Publicó un libro en 1914. Utilizó un ultramicroscopio que emplea un método de campo oscuro para ver partículas con tamaños muy inferiores a la longitud de onda de la luz.
Existen técnicas tradicionales desarrolladas durante el siglo XX en la ciencia de las interfaces y los coloides para caracterizar los nanomateriales. Éstas se utilizan ampliamente para los nanomateriales pasivos de primera generación que se especifican en la siguiente sección.
Estos métodos incluyen varias técnicas diferentes para caracterizar la distribución del tamaño de las partículas. Esta caracterización es imprescindible porque muchos materiales que se espera que tengan un tamaño nanométrico en realidad están agregados en soluciones. Algunos métodos se basan en la dispersión de la luz. Otros aplican ultrasonidos, como la espectroscopia de atenuación de ultrasonidos para analizar nano-dispersiones concentradas y microemulsiones.
También existe un grupo de técnicas tradicionales para caracterizar la carga superficial o potencial zeta de las nanopartículas en soluciones. Esta información es necesaria para la correcta estabilización del sistema, evitando su agregación o floculación. Estos métodos incluyen la microelectroforesis, la dispersión electroforética de la luz y la electroacústica. Este último, por ejemplo el método de corriente de vibración de coloides, es adecuado para caracterizar sistemas concentrados.

## Propiedades mecánicas
Las investigaciones en curso han demostrado que las propiedades mecánicas pueden variar significativamente en los nanomateriales en comparación con el material a granel. Los nanomateriales tienen propiedades mecánicas sustanciales debido a los efectos de volumen, superficie y cuánticos de las nanopartículas. Esto se observa cuando las nanopartículas se añaden a un material a granel común, el nanomaterial refina el grano y forma estructuras intergranulares e intragranulares que mejoran los límites del grano y, por tanto, las propiedades mecánicas de los materiales. El refinamiento de los límites de grano proporciona refuerzo al aumentar la tensión necesaria para provocar fracturas intergranulares o transgranulares. Un ejemplo común en el que esto puede observarse es la adición de nano sílice al cemento, que mejora la resistencia a la tracción, a la compresión y a la flexión por los mecanismos que acabamos de mencionar. La comprensión de estas propiedades mejorará el uso de nanopartículas en aplicaciones novedosas en diversos campos como la ingeniería de superficies, la tribología y la nanofabricación.

## Uniformidad
El procesamiento químico y la síntesis de componentes tecnológicos de alto rendimiento para los sectores privado, industrial y militar requieren el uso de cerámicas, polímeros, vitrocerámicas y materiales compuestos de gran pureza. En los cuerpos condensados formados a partir de polvos finos, los tamaños y formas irregulares de las nanopartículas en un polvo típico a menudo conducen a morfologías de empaquetamiento no uniformes que dan lugar a variaciones de densidad de empaquetamiento en el polvo compacto.
La aglomeración incontrolada de polvos debido a las fuerzas atractivas de Van der Waals también puede dar lugar a inhomogeneidades microestructurales. Las tensiones diferenciales que se desarrollan como resultado de una contracción por secado no uniforme están directamente relacionadas con la velocidad a la que puede eliminarse el disolvente y, por tanto, dependen en gran medida de la distribución de la porosidad. Estas tensiones se han asociado a una transición de plástico a fragilidad en los cuerpos consolidados, y pueden dar lugar a la propagación de grietas en el cuerpo.
Además, cualquier fluctuación en la densidad de empaquetamiento en el compacto cuando se prepara para el horno suele amplificarse durante el proceso de sinterización, dando lugar a una densificación no homogénea. Se ha demostrado que algunos poros y otros defectos estructurales asociados a las variaciones de densidad desempeñan un papel perjudicial en el proceso de sinterización al crecer y limitar así las densidades finales. También se ha demostrado que las tensiones diferenciales derivadas de la densificación no homogénea dan lugar a la propagación de grietas internas, convirtiéndose así en los defectos que controlan la resistencia.
Por lo tanto, parece deseable procesar un material de forma que sea físicamente uniforme en cuanto a la distribución de los componentes y la porosidad, en lugar de utilizar distribuciones del tamaño de las partículas que maximicen la densidad en crudo. La contención de un conjunto uniformemente disperso de partículas que interactúan fuertemente en suspensión requiere un control total de las interacciones partícula-partícula. Varios dispersantes, como el citrato de amonio (acuoso) y la imidazolina o el alcohol oleílico (no acuoso), son soluciones prometedoras como posibles aditivos para mejorar la dispersión y la desaglomeración. Las nanopartículas monodispersas y los coloides ofrecen este potencial.
Los polvos monodispersos de sílice coloidal, por ejemplo, pueden estabilizarse lo suficiente para garantizar un alto grado de orden en el cristal coloidal o en el sólido coloidal policristalino resultante de la agregación. El grado de orden parece estar limitado por el tiempo y el espacio permitidos para que se establezcan correlaciones de mayor alcance. Tales estructuras coloidales policristalinas defectuosas parecen ser los elementos básicos de la ciencia de los materiales coloidales submicrométricos y, por lo tanto, proporcionan el primer paso para desarrollar una comprensión más rigurosa de los mecanismos implicados en la evolución microestructural en materiales y componentes de alto rendimiento.

## Nanomateriales en artículos, patentes y productos
El análisis cuantitativo de los nanomateriales mostró que las nanopartículas, los nanotubos, los materiales nanocristalinos, los nanocompuestos y el grafeno se han mencionado en 400000, 181000, 144000, 140000 y 119000 artículos indexados ISI, respectivamente, en septiembre de 2018. En cuanto a las patentes, las nanopartículas, los nanotubos, los nanocompuestos, el grafeno y los nanocables han desempeñado un papel en 45600, 32100, 12700, 12500 y 11800 patentes, respectivamente. El seguimiento de unos 7.000 nanoproductos comerciales disponibles en los mercados mundiales reveló que las propiedades de unos 2.330 productos han sido facilitadas o mejoradas con la ayuda de nanopartículas. Los liposomas, las nanofibras, los nanocoloides y los aerogeles fueron también de los nanomateriales más comunes en los productos de consumo.
El Observatorio de Nanomateriales de la Unión Europea (EUON) ha elaborado una base de datos (NanoData) que ofrece información sobre patentes, productos y publicaciones de investigación específicos sobre nanomateriales.

## Criterios de Valoración
Se debe considerar bajo una evaluación rigurosa, los nanomateriales sintéticos fabricados para determinar si son adecuados y así asegurar la seguridad de las nuevas sustancias, principalmente se busca evaluar aquellos que tienen una importancia comercial, por ejemplo: fulerenos, nanopartículas de plata, nanopartículas de hierro, nanopartículas de oro, nanoarcillas, óxido de aluminio, óxido de zinc, óxido de cerio, dióxido de silicio, dióxido de titanio dendrímeros, SWCNTs y MWCNTs. Estos criterios de valoración se basan en la seguridad ambiental y la salud humana, son principalmente: 
- Información sobre los nanomateriales
- Caracterización de los nanomateriales y sus propiedades fisicoquímicas
- Toxicología
- Destino ambiental